# Anthribidae
Anthribidae là một họ Bọ cánh cứng. Râu của họ này đôi khi có thể là dài so với cơ thể dạng sợi, và có thể là dài nhất trong các thành viên siêu họ Curculionoidea. 

## Hình ảnh

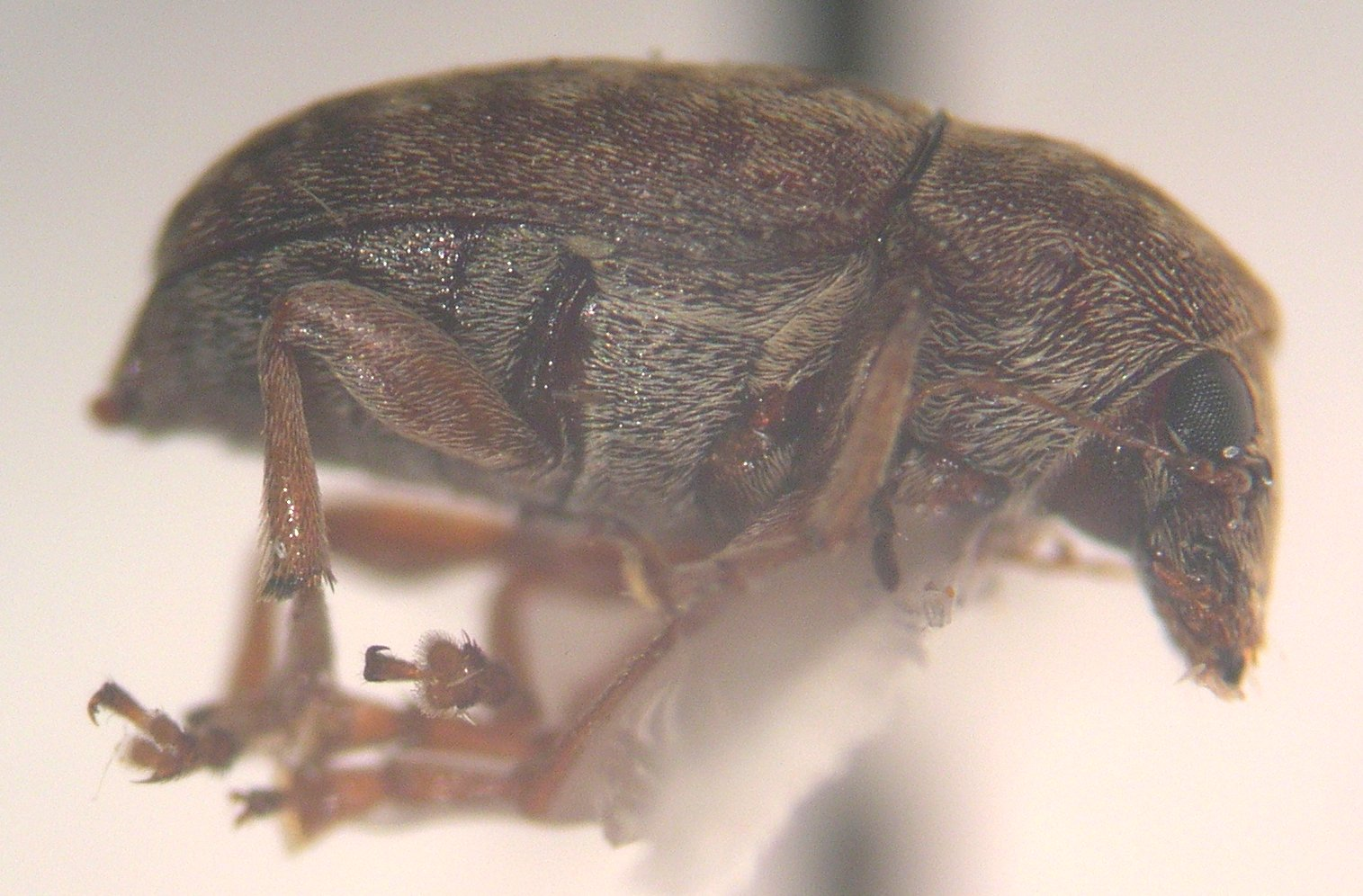
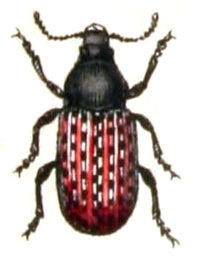
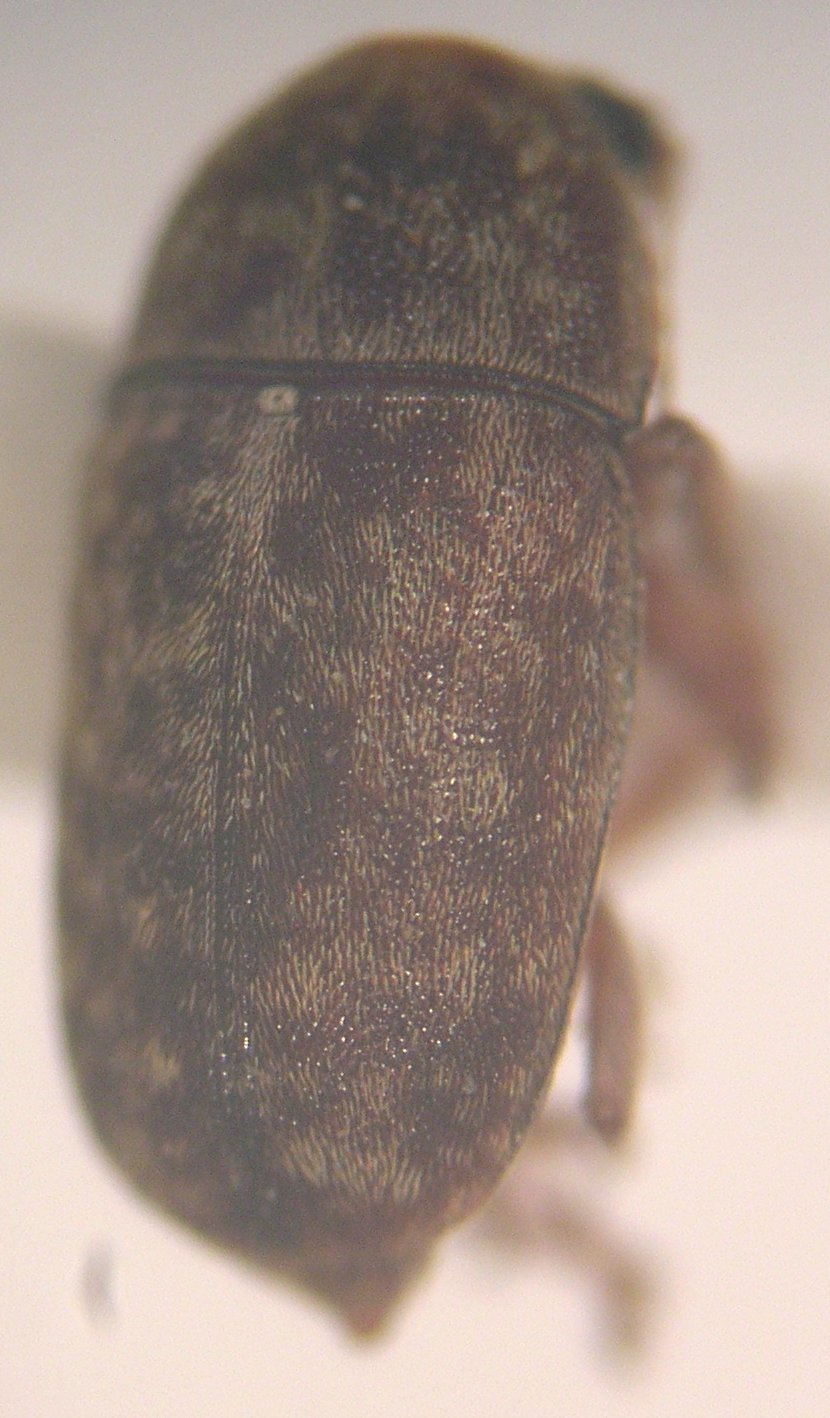

## Các chi
- Anthribus
- Euciodes
- Euparius
- Eurymycter
- Goniocloeus